# کالین کوربیزلی
کالین کوربیزلی (انگلیسی: Colin Corbishley; ۱۳ ژوئن ۱۹۳۹ – ۲۸ مهٔ ۲۰۱۵) بازیکن فوتبال اهل بریتانیا بود.
از باشگاه‌هایی که در آن بازی کرده‌است می‌توان به باشگاه فوتبال استافورد رانجرز، باشگاه فوتبال پرسکوت کابلس و باشگاه فوتبال پورت ویل اشاره کرد.